# Sihuas (provincie)
Provincie Sihuas (Quechua Siwas) je jednou z dvaceti provincií regionu Ancash v Peru. Tato provincie byla vytvořena zákonem č. 13485 z 9. ledna 1961, kdy byl prezidentem Peru Manuel Prado. Na západě sousedí s provinciemi Huaylas a Corongo, na severu s provincií Pallasca, na východě s regionem La Libertad a na jihu s provincií Pomabamba. 

## Zeměpis
Jedna z nejvyšších hor okresu je Puka Qaqa, přibližně 4400 m vysoká. V této oblasti je 33 hor.

## Politické rozdělení
Provincie Sihuas je rozdělena do deseti okresů.

## Etnické skupiny
Provincii obývají domorodí občané kečuánského původu. Španělština je pro většinu populace (63 %) mateřským jazykem, pro 37 % obyvatel je mateřským jazykem kečuánština – dle sčítání lidu v Peru v roce 2007. 

## Zemětřesení v roce 1946
10. listopadu 1946 zasáhlo provincii zemětřesení o síle 7,3 stupně. Jeho epicentrum bylo přibližně na 8°20' jižní šířky a 77°50' západní délky v hloubce 30–40 km. Bylo pozorováno, že změna povrchu nastala kolem 18 km severozápadně od Quiches směrem na Conchucos. Zemětřesení bylo „prvním dobře pozorovatelným případem velkých poruch“. Porucha byla čistě vertikální s posunem až 3,5 metru. Zemětřesení a následné sesuvy půdy měly za následek asi 1400–1700 obětí, což je velký počet vzhledem k řídké populaci v oblasti. Jeden sesuv půdy zasypal vesnici Acobamba, kde přišlo o život 217 lidí.

## Hlavní události
- Leden: Výročí provincie
- Srpen: Panna Maria Sněžná
- Říjen: Pán zázraků[4]